# William Eden
Pour les articles homonymes, voir Eden.
William Eden (3 avril 1744 – 28 mai 1814), 1er baron Auckland, est un diplomate et homme d'État anglais de la fin du XVIIIe siècle.

## Biographie
Il était le fils benjamin de sir William Eden de West-Auckland, dont un des ancêtres avait été créé baronnet par Charles II en 1672. Le jeune William, longtemps connu sous le nom de sir William Eden, se livra d’abord à l’étude du droit, et débuta au barreau en 1768. Nommé auditeur et l’un des directeurs de l’hôpital royal de Greenwich, il publia, en 1772, les Principes des lois criminelles. La même année, s'attachant au parti de Pitt, il quitta à 28 ans la direction de l'hôpital pour la charge de sous-secrétaire d'État, qu’il exerça pendant six ans.
Deux ans après il fut élu député de Woodstock à la chambre des communes, où il siégea jusqu’en 1795, et se fit remarquer par son zèle pour le système ministériel et par son éloquence tranchante. Ce fut lui qui, en 1776, proposa la loi de placement chez des particuliers des ouvriers déportés en Amérique. En 1778, il fut envoyé en Nouvelle Angleterre pour rétablir l’union entre cette colonie et la Grande-Bretagne. Il était alors secondé par le comte de Carlisle, l’amiral Howe, le général Henry Clinton et George Johnston ; mais la mission fut, comme on sait, un échec. De retour à Londres, en janvier 1779, Auckland prit beaucoup de part aux débats parlementaires sur la crise américaine. Aux côtés de philanthropes comme le docteur Howard et William Blackstone, il fit réformer les peines de déportations et de prison , et publia à ce sujet un ouvrage estimé (Principes des lois pénales). En novembre 1770, William Eden publia quatre lettres au comte de Carlisle, où il traitait de l’esprit de parti, des affaires de la guerre, de la levée des subsides, et des représentations de l’Irlande sur la liberté du commerce.
Il accompagna en 1780 Frederick Howard, 5e comte de Carlisle en Irlande comme premier secrétaire d'État, se montra favorable aux libertés de ce pays. Redevenu simple député des Communes en 1782, il plaida en vain pour la restitution à l'Irlande une autonomie juridique.
Il accomplit en France, en Espagne et aux Provinces-Unies d'importantes missions, notamment la signature en 1786 un traité de commerce avec la France ; mais Lord Auckland s'est montré un des plus violents ennemis de la Révolution française : le 10 décembre 1790, il signa la convention des Pays-Bas, arrêtée entre l’empereur germanique, les rois de Prusse, d’Angleterre, et les Provinces-Unies, pour le rétablissement de l’ordre dans les Pays-Bas autrichiens. Il prit part aux négociations qui aboutirent à la Première Coalition contre la république française : il congédia le personnel diplomatique français présent en Angleterre, et le 5 avril 1793, demanda que les membres de la convention nationale de France et ceux du conseil exécutif fussent exclus des possessions hollandaises, et arrêtés s’ils s’y présentaient. Après avoir assisté au congrès d’Anvers, que la chute de Dumouriez rendait tout à fait insignifiant, Eden retourna en Angleterre. Il venait d’être créé baron, et, sous le nom de lord Auckland, il prit place dans la chambre des pairs le 11 juin de cette année.

## Source
Cet article comprend des extraits du Dictionnaire Bouillet. Il est possible de supprimer cette indication, si le texte reflète le savoir actuel sur ce thème, si les sources sont citées, s'il satisfait aux exigences linguistiques actuelles et s'il ne contient pas de propos qui vont à l'encontre des règles de neutralité de Wikipédia.